# Filipa Sousa
Filipa Alexandra Nunes Alves de Sousa (Albufeira, 2 de marzo de 1985) conocida como Filipa Sousa, es una cantante portuguesa. Ganó el Festival RTP da Canção 2012, por lo que representó a Portugal en el Festival de la Canción de Eurovisión 2012 que se celebró en Bakú, Azerbaiyán.

## Biografía
Como cantante, se caracteriza por ser bastante versátil y ecléctica. Realiza espectáculos de diferentes estilos, desde el fado al rock, acompañada por músicos en directo o con playback instrumental. 
Filipa comenzó su formación musical desde una edad temprana. Comenzó a los 6 años, pero fue a los 12 años cuando entró al Conservatorio de Música de Albufeira, donde recibió clases de canto y finalizó el 4º grado de Piano y el 5º grado de Formación Musical y Conjunto Coral. Posteriormente, continuó recibiendo clases de canto con varios profesores.
A partir de los 12 años, comenzó a participar en festivales y concursos de karaoke, consiguiendo algunos premios (Festival da Canção do Sul, Festival da Canção de Lagoa, Programa televisivo Nasci P'ra Música, Concurso de Karaoke Music Halls, Concurso de Karaoke Rádio Cidade - Academia de Estrelas, entre otros).
A los 16 años, experimentó con el fado por diversión y ya no lo dejó de cantar, habiendo vencido en varios certámenes de fado amateur (Albufeira, Portimão, Lagoa, Lagos, Olhão, Loulé).
Participó en el Festival Ibérico da Canção Jovem de São Romão - Seia, por 3 años consecutivos, consiguiendo dos premios del público - un 1º y un 3º.
Participó en worskshops de diversas áreas, en piezas de teatro y en programas de televisión, como figurante.
En 2003, pasó a formar parte del grupo de fado Al-Mouraria, con el que actuó en varios puntos del país, el extranjero - España y Marruecos -, y en programas televisivos.
También en 2003, tras cumplir 18 años, probó suerte en la segunda edición de Operação Triunfo, llegando a estar entre los 30 finalistas. Pero fue en 2007 cuando consiguió entrar en este programa televisivo de RTP 1, donde permaneció durante siete semanas dándose a conocer ante el gran público.
En febrero de 2008, fue objeto de un homenaje por parte de la Cámara Municipal de Albufeira. Cantó temas al piano y a la guitarra, en un Auditorio Municipal repleto de público.
En abril de 2008, venció en la I Gran Noche del Fado de Algarve, en Loulé.
En septiembre de 2009, integrada en una gira del Algarve en Canadá, cantó para la comunidad portuguesa, en la Casa del Alentejo, en Toronto - donde realizó tres espectáculos -, recibiendo una invitación para volver en noviembre del mismo año.
En 2012 se presentó a un casting de la RTP para el Festival da Canção 2012, siendo una de las seleccionadas para la final del concurso. El 10 de marzo de 2012 interpretó en la final la canción n.º 12 "Vida minha", compuesta por Andrej Babić y Carlos Coelho, con la que venció el festival, recibiendo la puntuación máxima de 12 puntos de 12 distritos: Aveiro, Beja, Braganza, Coímbra, Faro, Guarda, Leiría, Portalegre, Oporto, Viana do Castelo, Vila Real y Viseu. Como consecuencia representó a Portugal en el Festival de la Canción de Eurovisión 2012 que se celebró en Bakú, Azerbaiyán.